# Les Guignols de l'info : La Fiction
Pour plus de détails, voir Fiche technique et Distribution.
Les Guignols de l'info : La Fiction (ou Les Guignols : La Fiction) est un téléfilm français, diffusé pour la première fois en 1999, sur Canal+, à l'occasion des 10 ans de l'émission Les Guignols de l'info.
Aujourd'hui méconnu du grand public, il connaît un regain de popularité en 2020 dû au rapprochement entre la situation du film et le confinement français en mars de la même année[réf. nécessaire].

## Synopsis
Comme tous les matins, Lionel Jospin se rend à Matignon, mais un jour, il trouve sa voiture sans chauffeur. Il prend donc le volant et découvre avec stupeur que les rues de Paris sont désertes... Toutes les classes politiques se rassemblent alors a Matignon pour tenter de résoudre une question : où sont passés les « vrais gens » ?